# Свети преподобни Питирун
Свети преподобни Питирун или Питирин Египатски  је хришћански египатски испосник и светитељ.
Преподобни Питирун је био ученик светога Антонија Великог. Био је и учитељ пустињака који су се подвизавали на високој Тиваидској Гори изнад реке Нила. Та Гора је била висока, дивља и каменита, опкољена провалијама и пећинама у којима су живели ови пустињаци. Спадао је међу најбоље ученике светог Антонија. Лечио је болеснике и изгонио демоне силом молитве Исусу Христу. Наследивши Великог Антонија и аву Амона, наслеио је и њихов углед и ревност у проповедању Јеванђеља. Храна му је била мало брашна помешано са водом а и то само два пута недељно, у недељу и четвртак.
Питирим је био игуман многих монаха, био је трећи наследник Антонија Великог у његовој испосници, и говорило се да је примио Антонијеве врлине. Живео је на планини Порфири (грч. Πορφυριτη) у Теваиди, која је вероватно добила име по близини римског каменолома Монс Порфирита који је копао редак камен истог имена.
Питирим је наставио Антонијево дело поучавајући хришћанске монахе дуж Нила у Теваиди, и живео је са својим следбеницима у строгом аскетизму. 
Питирун је умро крајем четвртог или почетком петог века.

## Састанак са Исидором
Прича о Питириму је описана у 34. поглављу Паладијеве историје Лавсаика (написана 419-420). Према Паладију, Питирим је једног дана добио визију од анђела док се молио у планинама. Анђео му је рекао: „Зашто се поносиш што си побожан и што живиш на оваквом месту? Хоћеш ли да видиш жену која је већа од тебе?" Анђео му је рекао да посети манастир у Тавенисију (који је основао Пахомије Велики), и да тамо нађе жену која је светија од њега. Питирим је то учинио и срео Исидору, жену крајње понизности међу монахињама. Питирун је опомено остале монахиње које су се нељубазно опходиле према Исидори.
Православна црква помиње светог аву Питируна 29. новембра.